# Szlukovényi Katalin
Szlukovényi Katalin (Győr, 1977. június 2. –) magyar költő, az Eötvös Loránd Tudományegyetem Bölcsészettudományi Kar Angol–Amerikai Intézet oktatója, szerkesztő, műfordító.

## Életútja
A győri Révai Gimnáziumban érettségizett 1995-ben. Az ELTE Bölcsészettudományi Kar és az Eötvös József Collegium diákjaként magyar-angol szakon diplomázott. Az Eötvös Loránd Tudományegyetem Irodalomtudományi Doktori Iskolájának Modern Angol–Amerikai Irodalom programján 2014-ben szerzett PhD fokozatot. Első verseskötete 2005-ben jelent meg. Angol, német és francia nyelvből fordít, elsősorban verseket. 2017 és 2020. között a Móra Könyvkiadó irodalmi szerkesztője. 2018-tól az Eötvös Loránd Tudományegyetem Anglisztika Tanszékén adjunktus, továbbá a Corvinus Egyetemen, a Károli Gáspár Református Egyetemen és a Pázmány Péter Katolikus Egyetemen tanít óraadóként.
Szépírói munkásságáról többen is írtak pozitív kritikákat, köztük Parti Nagy Lajos, Ferencz Győző, Lator László. A József Attila Körnek, a Szépírók Társaságának és a Magyar Műfordítók Egyesületének (MEGY) tagja, 2013-2017 között a MEGY elnökhelyettese.

## Tőle

### Kötetei
- Kísérleti nyúlorr, szerk.: Parti Nagy Lajos, Alexandra Kiadó, Szignatúra sorozat, Pécs, 2005
- Hamis nosztalgiák, szerk.: Margócsy István, Napkút Kiadó, Bp., 2013
- "Úgyse hiába". Emlékezések és tanulmányok a műhelyalapító Géher István tiszteletére, főszerk. Szlukovényi Katalin, ELTE Eötvös József Collegium Angol–Amerikai Műhely kiadványa, Bp., 2013
- Kétkedők. Irónia, önirónia és humor a huszadik századi zsidó amerikai prózában, Ráció Kiadó, Modern filológiai füzetek sorozat, Bp., 2017
- Álomkonyha, szerk.: Ferencz Győző, Jelenkor Kiadó, Budapest, 2020

### Interneten elérhető versek
- Szabadság; Kilátó: XLI. évfolyam 44. számának anyagából 2002. november 2.
- Hat töredék
- Haikuk
- Eidyllion, Irreverzibilis ősz
- Botfalu utca, Varazskör, Ostrom utca; ÉS Archiválva 2007. október 23-i dátummal a Wayback Machine-ben
- Estefelé
- Kézműves utca[halott link]
- Nincs mese, Végül is, Szabadság, Ugyanott
- Chicks
- A bostoni ház
- Címlapfotó
- Collegium
- A szolgálók, Klütaimnésztra, Ariadné Theseusnak

### Idegen nyelven megjelent
- Első hó (angolul és svédül) In: OOOTAL (Stockholm) 17/18 2005
- First Snow (angolra fordította: Bernard Adams) / Försten snön (svédre fordította: Daniel Gustafsson & Cristina Pech)
- Szabadság / Freedom; Fehér / White; Önarckép / Self-portrait (angolra fordította: Bernard Adams)
- Estefelé (svédre fordította: Hakan Sandell) In: Aorta: Afton Talking Hakan Sandells verkstad

### Műfordítások
- Barrett-Browning, Elizabeth: Portugál szonettek V., VIII., XLIII. In: Portus, 1998/1.
- Hesse, Hermann: Gondolatok Dosztojevszkij Félkegyelműjéről; Művész és pszichoanalízis
- A Karamazov-testvérek, avagy Európa alkonya; Kafka-értelmezések In: Pillantás a káoszba, Cartaphilus Kiadó, 2000
- Diamond, Elin: Az elutasított romantikus identitás In: Átváltozások, 2001. Kortárs brit dráma különszám
- Merwin, W. S.: Sziklák sora (részletek) In: Magyar Napló, 2001/7
- Catlin, Alan: Háttérzaj hússütéskor; éjszakai vonatok: elégia; Relfektorfény múltán In: Magyar Napló, 2003/10
- Calvino, Italo: A természet könyve Galileinél In: Műhely, 2004/1
- Hawking, Stephen: Álláspontom In: Műhely, 2004/2
- Weinberg, Steven: A filozófia ellen (Weinberg, Steven: Álmok a végső elméletről című könyvének 7. fejezete) In: Műhely, 2004/3
- Wilson, Edward O.: A nagy kipusztulások; A fajok élete és halála In: Műhely, 2004/4, 2004/5
- Stafford, William: Menedék Crooked Rivernél In: Műhely, 2005/Folyó különszám
- Woolf, Virginia: Naplók, levelek (válogatás) In: Műhely, 2005/Folyó különszám
- Szirtes György: Bevezető (Nemes Nagy Ágnes válogatott verseinek angol fordításához) In: Holmi 2005/6.

### Tanulmányok
- Villányi László kötetversei[halott link] (tanulmány Villányi László költészetéről "időközben" című kötete kapcsán) In: Új Forrás, 2004/6.
- Világszomjas nézés (recenzió Szabó T. Annak "Elhagy" című kötetéről) In: Műhely 2008/3
- Egy vers ürügyén az identitásról (műfordítás és tanulmány a világháború utáni amerikai zsidó költészet identitásfogalmáról) In: Jelenkor 2010/1.
- Galway Kinnell: "Hívás a Nem-tudás Völgyén át" (műfordítás és tanulmány Galway Kinnell költészetéről) In: Nagyvilág 2010/1.
- Kinek az öröksége? (recenzió Cynthia Ozick: "Egy letűnt világ örököse" című kötetéről) In: Múlt és jövő 2010/2.
- Dialogues of Generations in Post-Holocaust Jewish American Fiction[halott link] In: TRANS (trans.univ-paris3.fr), N°10
- Kollégisták, költők, korszakok: szépirodalmi hagyományok az Eötvös Collegiumban In: Lustrum, Typotex Kiadó – Eötvös Collegium, 2011.
- A kételkedő rigó (recenzió Ferencz Győző: "Szakadás" című kötetéről) In: Holmi, 2010/12.
- "a szövegvilágrend betelt" (recenzió Imre Flóra: "A hegyről lefelé" című kötetéről) In: Holmi, 2011/7.

### Egyéb
- Netnaplója

- Legkedvesebb verse Archiválva 2020. augusztus 14-i dátummal a Wayback Machine-ben

## Róla

### Recenziók
- Villányi László: Hosszan kitartott vágyakozás In: Élet és Irodalom 2005. június 26. Archiválva 2007. október 26-i dátummal a Wayback Machine-ben
- Kiss Judit Ágnes: A világ mint játszótárs és szolga In: Árgus 2005/10.
- Pallag Zoltán: Egy szatyor vers In: Magyar Narancs 2005/10.13.
- Ferencz Győző: Fegyelmezett izzás In: Népszabadság 2005. december 3.[halott link]
- Orosz Ildikó: Romeltakarítás In: Műhely 2006/1.
- Mesterházi Mónika: Idill, dupla ágy, szójaszósz In: Holmi 2006/8.
- Thimár Attila: Szlukovényi Katalin: Kísérleti nyúlorr In: Kortárs 2006/7-8.
- Németh Zoltán; Szlukovényi Katalin: Kísérleti nyúlorr. Minden verstípusban egyenletes teljesítményt nyújt[halott link]
- Vers – Kísérleti Nyúlorr
- Lator László: Egy mondat dicsérete (Szlukovényi Katalinról) In: Mozgó Világ, 2011/1.

## Díjak, ösztöndíjak
- Móricz Zsigmond-ösztöndíj (2000)
- Gérecz Attila-díj (2005)
- Japán Alapítvány Haiku-pályázat 1. díj (2010)
- Mozgó Világ Nívódíj (2010)
- Az Országos Idegennyelvű Könyvtár műfordító-pályázatán a Goethe Intézet különdíja (2010)
- NKA Irodalmi Alkotói Ösztöndíj (2011)
- Babits Mihály műfordítói ösztöndíj (2013)
- Radnóti-díj (2014)
- Déry Tibor-díj (2015)